# Ptilodon
Ptilodon é um gênero de traça pertencente à família Arctiidae.